# Feldhockey-Europameisterschaft der Herren 1987
Die Feldhockey-Europameisterschaft der Herren 1987 war die fünfte Ausgabe der Feldhockey-Europameisterschaft der Herren. Sie fand vom 20. bis 30. August 1983 in Moskau statt. Der Titelverteidiger Niederlande musste im Finale erneut ins Siebenmeterschießen. Dort konnten die Niederländer sich mit 3:0 gegen Engländer durchsetzen.
Es nahmen 12 Mannschaften teil. Neben dem Gastgeber Sowjetunion waren dies die 5 Besten der Europameisterschaft  1983 – Niederlande, BR Deutschland, Spanien, England und Frankreich. Außerdem qualifizierten sich sechs Mannschaften der drei Qualifikationsturniere: Polen, Belgien, Schottland, Italien, Irland, Wales.
Zunächst wurde in zwei Sechsergruppen gespielt. Die jeweils beiden Besten spielten im Halbfinale, die weiteren um die Plätze.

## Vorrunde

### Gruppe A
| Datum           | Team 1      | Team 2      | Ergebnis     |
| --------------- | ----------- | ----------- | ------------ |
| 20. August 1987 | Niederlande | Schottland  | 4 : 0 (2:0)  |
| 20. August 1987 | Spanien     | Belgien     | 2 : 1 (1:1)  |
| 20. August 1987 | England     | Italien     | 7 : 0 (3:0)  |
| 21. August 1987 | Schottland  | Italien     | 1 : 0 (0:0)  |
| 21. August 1987 | Belgien     | England     | 1 : 4 (0:4)  |
| 21. August 1987 | Niederlande | Spanien     | 1 : 0 (0:0)  |
| 23. August 1987 | Spanien     | Italien     | 11 : 0 (8:0) |
| 23. August 1987 | England     | Schottland  | 5 : 0 (3:0)  |
| 23. August 1987 | Niederlande | Belgien     | 6 : 1 (2:0)  |
| 24. August 1987 | Schottland  | Belgien     | 2 : 2        |
| 24. August 1987 | Italien     | Niederlande | 0 : 7        |
| 24. August 1987 | Spanien     | England     | 0 : 3        |
| 25. August 1987 | Belgien     | Italien     | 5 : 3        |
| 25. August 1987 | Spanien     | Schottland  | 2 : 2        |
| 25. August 1987 | England     | Niederlande | 2 : 0 (1:0)  |

Tabelle
| Rang | Land        | Spiele | Tore  | Differenz | Punkte |
| ---- | ----------- | ------ | ----- | --------- | ------ |
| 1    | England     | 5      | 21:1  | +20       | 10     |
| 2    | Niederlande | 5      | 18:3  | +15       | 8      |
| 3    | Spanien     | 5      | 15:7  | +8        | 5      |
| 4    | Schottland  | 5      | 5:13  | −8        | 4      |
| 5    | Belgien     | 5      | 10:17 | −7        | 3      |
| 6    | Italien     | 5      | 3:31  | −28       | 0      |

Legende: qualifiziert für das Halbfinale, qualifiziert für die Spiele um die Plätze 5–8, qualifiziert für die Spiele um die Plätze 9–12

### Gruppe B
| Datum           | Team 1         | Team 2      | Ergebnis    |
| --------------- | -------------- | ----------- | ----------- |
| 20. August 1987 | BR Deutschland | Irland      | 4 : 0 (1:0) |
| 20. August 1987 | Frankreich     | Polen       | 1 : 3 (0:0) |
| 20. August 1987 | Sowjetunion    | Wales       | 2 : 0 (1:0) |
| 22. August 1987 | BR Deutschland | Polen       | 4 : 2 (3:1) |
| 22. August 1987 | Wales          | Frankreich  | 1 : 1       |
| 22. August 1987 | Sowjetunion    | Irland      | 1 : 1 (1:0) |
| 23. August 1987 | BR Deutschland | Wales       | 3 : 1 (1:0) |
| 23. August 1987 | Polen          | Irland      | 1 : 3 (0:1) |
| 23. August 1987 | Sowjetunion    | Frankreich  | 2 : 0       |
| 25. August 1987 | Wales          | Irland      | 2 : 3       |
| 25. August 1987 | BR Deutschland | Frankreich  | 4 : 0       |
| 25. August 1987 | Sowjetunion    | Polen       | 3 : 1 (1:1) |
| 26. August 1987 | Frankreich     | Irland      | 0 : 2       |
| 26. August 1987 | Wales          | Polen       | 1 : 3 (0:1) |
| 26. August 1987 | BR Deutschland | Sowjetunion | 1 : 0       |

Tabelle
| Rang | Land           | Spiele | Tore  | Differenz | Punkte |
| ---- | -------------- | ------ | ----- | --------- | ------ |
| 1    | BR Deutschland | 5      | 16:3  | +13       | 10     |
| 2    | Sowjetunion    | 5      | 8:3   | +5        | 7      |
| 3    | Irland         | 5      | 9:8   | +1        | 7      |
| 4    | Polen          | 5      | 10:12 | −2        | 4      |
| 5    | Wales          | 5      | 5:12  | −7        | 1      |
| 6    | Frankreich     | 5      | 2:12  | −10       | 1      |

Legende: qualifiziert für das Halbfinale, qualifiziert für die Spiele um die Plätze 5–8, qualifiziert für die Spiele um die Plätze 9–12

## Platzierungsspiele

### Spiele um die Plätze 9–12
| Datum | Team 1  | Team 2     | Ergebnis         |
| ----- | ------- | ---------- | ---------------- |
|       | Italien | Wales      | 2 : 1            |
|       | Belgien | Frankreich | 4 : 4, 8:7 n. 7m |

#### Spiel um Platz 11
| Datum | Team 1     | Team 2 | Ergebnis |
| ----- | ---------- | ------ | -------- |
|       | Frankreich | Wales  | 1 : 0    |

#### Spiel um Platz 9
| Datum | Team 1  | Team 2  | Ergebnis         |
| ----- | ------- | ------- | ---------------- |
|       | Belgien | Italien | 1 : 1, 6:7 n. 7m |

### Spiele um die Plätze 5–8
| Datum           | Team 1  | Team 2     | Ergebnis    |
| --------------- | ------- | ---------- | ----------- |
| 28. August 1987 | Spanien | Polen      | 0 : 2 (0:0) |
|                 | Irland  | Schottland | 3 : 2       |

#### Spiel um Platz 7
| Datum           | Team 1  | Team 2     | Ergebnis         |
| --------------- | ------- | ---------- | ---------------- |
| 30. August 1987 | Spanien | Schottland | 3 : 3, 3:2 n. 7m |

#### Spiel um Platz 5
| Datum           | Team 1 | Team 2 | Ergebnis    |
| --------------- | ------ | ------ | ----------- |
| 29. August 1987 | Irland | Polen  | 1 : 2 (0:2) |

## Halbfinale
| Datum           | Team 1         | Team 2      | Ergebnis |
| --------------- | -------------- | ----------- | -------- |
| 28. August 1987 | BR Deutschland | Niederlande | 1 : 2    |
| 28. August 1987 | England        | Sowjetunion | 2 : 0    |

## Spiel um Platz 3
| Datum | Team 1         | Team 2      | Ergebnis    |
| ----- | -------------- | ----------- | ----------- |
|       | BR Deutschland | Sowjetunion | 3 : 2 n. V. |

## Finale
| Datum           | Team 1      | Team 2  | Ergebnis         |
| --------------- | ----------- | ------- | ---------------- |
| 30. August 1987 | Niederlande | England | 1 : 1, 3:0 n. 7m |

## Abschlussplatzierungen
| Pl. | Team           |
| --- | -------------- |
|     | Niederlande    |
|     | England        |
|     | BR Deutschland |
| 4   | Sowjetunion    |
| 5   | Polen          |
| 6   | Irland         |
| 7   | Spanien        |
| 8   | Schottland     |
| 9   | Italien        |
| 10  | Belgien        |
| 11  | Frankreich     |
| 12  | Wales          |

Die ersten Sechs hatten sich für die Europameisterschaft 1991 qualifiziert.

## Europameister
Frank Leistra, René Klaassen, Hendrik Jan Kooijman, Maurits Crucq, Jacques Brinkman, Floris Jan Bovelander, Marc Delissen, Tom van’t Hek, Cees Jan Diepeveen, Erik Parlevliet, Theo Doyer, Taco van den Honert, Gert Jan Schlatmann, Robbert Delissen, Ronald Jansen, Patrick Faber